# Долинівська сільська рада (Гайворонський район)
| Долинівська сільська рада — колишній орган місцевого самоврядування у Гайворонському районі Кіровоградської області з адміністративним центром у с. Долинівка. Сільській раді були підпорядковані населені пункти: - с. Долинівка - с. Переямпіль |

## Склад ради
Рада складалася з 16 депутатів та голови.

### Керівний склад ради
| ПІБ                       | Основні відомості                                                                       | Дата обрання | Дата звільнення |
| ------------------------- | --------------------------------------------------------------------------------------- | ------------ | --------------- |
| Середюк Вадим Миколайович | Сільський голова, 1968 року народження, освіта, член народної партії                    | 26.03.2006   | 31.10.2010      |
| Середюк Вадим Миколайович | Сільський голова, 1968 року народження, освіта середня спеціальна, член Партії регіонів | 31.10.2010   |                 |

Примітка: таблиця складена за даними джерела

## Населення
Згідно з переписом УРСР 1989 року чисельність наявного населення сільської ради становила 1217 осіб, з яких 516 чоловіків та 701 жінка.
За переписом населення України 2001 року в сільській раді мешкали 1082 особи.

### Мова
Розподіл населення за рідною мовою за даними перепису 2001 року:
| Мова       | Відсоток |
| ---------- | -------- |
| українська | 97,22 %  |
| російська  | 1,76 %   |
| молдовська | 0,37 %   |
| білоруська | 0,19 %   |
| вірменська | 0,19 %   |
| польська   | 0,09 %   |